# Greeley (Iowa)
Greeley es una ciudad ubicada en el condado de Delaware en el estado estadounidense de Iowa. En el Censo de 2010 tenía una población de 256 habitantes y una densidad poblacional de 265,7 personas por km².

## Geografía
Greeley se encuentra ubicada en las coordenadas 42°35′6″N 91°20′30″O / 42.58500, -91.34167. Según la Oficina del Censo de los Estados Unidos, Greeley tiene una superficie total de 0.96 km², de la cual 0.96 km² corresponden a tierra firme y (0%) 0 km² es agua.

## Demografía
Según el censo de 2010, había 256 personas residiendo en Greeley. La densidad de población era de 265,7 hab./km². De los 256 habitantes, Greeley estaba compuesto por el 100% blancos, el 0% eran afroamericanos, el 0% eran amerindios, el 0% eran asiáticos, el 0% eran isleños del Pacífico, el 0% eran de otras razas y el 0% pertenecían a dos o más razas. Del total de la población el 0% eran hispanos o latinos de cualquier raza.